# Henryk Wojnicki
Henryk Wojnicki herbu Strzemię (ur. 15 listopada 1832 w Wilnie, zm. 15 sierpnia 1915 tamże) – polski inżynier wojskowy, profesor wojskowej Mikołajewskiej Akademii Inżynierskiej, wykładowca Instytutu Technologicznego w Petersburgu.

## Życie
W 1848 wstąpił do armii rosyjskiej, ukończył Mikołajewską szkołę inżynierów wojskowych w Petersburgu (1852) uzyskując tytuł inżyniera polowego i stopień chorążego (13 sierpnia 1852). Po skończeniu klas oficerskich tejże szkoły (1854) awansowany na podporucznika (30 czerwca 1853) i porucznika (8 lipca 1854). Uczestniczył w wojnie krymskiej (1853-1856), w której wyróżnił się budując fortyfikacje polowe. Odznaczany i awansowany na sztabskapitana (15 kwietnia 1856), kapitana (23 kwietnia 1861) i podpułkownika (19 kwietnia 1864).
W 1865 został oddelegowany do Głównego Zarządu Inżynieryjnego w Petersburgu, gdzie uczestniczył w budowie baterii Konstantinowskaja w Kronsztadzie, za co został awansowany do stopnia pułkownika (31 marca 1868). Następnie kierował budową 2. petersburskiego szpitala wojskowego. W 1873 brał udział w opracowaniu i realizacji projektu przebudowy systemu grzewczego i wentylacyjnego w Pałacu Zimowym - ostatecznie zrealizowano jego projekt ogrzewania. Następnie zbudował Wojskowe Więzienie Karne Departamentu Marynarki Wojennej w Petersburgu (1874-1876) i budynek 3. Gimnazjum Wojskowego przy ul. Sadowej (1875-1877). Był profesorem Mikołajewskiej Akademii Inżynierskiej (1864-1872) - znany jako wynalazca nowego systemu grzewczego. Jednocześnie w latach 1872-1887 wykładał ogrzewanie i wentylacje w Instytucie Technologicznym 1 stycznia 1878 roku Wojnicki został awansowany do stopnia generała dywizji (generał-majora) Od 3 września 1887 Wojnicki był członkiem Komisji Inżynieryjnej Głównego Zarządu Inżynieryjnego; 30 sierpnia 1889 awansowany do stopnia generała-lejtnanta.
W 1900 awansowany został do stopnia generała inżyniera i z powodu stanu zdrowia zwolniony ze służby. Po przejściu na emeryturę mieszkał w Wilnie. Wraz z Janem Trojanem był autorem projektu neoklasycznego budynku Wileńskiego Towarzystwa Przyjaciół Nauk. W 1914 był członkiem Wileńskiego Oddziału Cesarskiego Rosyjskiego Towarzystwa Sadownictwa. Pochowany na cmentarzu na Rossie.

### Prace Henryka Wojnickiego
- Описание работ по сооружению Константиновской батареи в Кронштадте, Санкт-Петербург 1866
- Отопление и вентиляция, курс Технологического ин-та, чит. инж. полк. Войницким 1874-1875 г. - [Санкт-Петербург 1875].

### Odznaczony
- Order św. Stanisława II klasy (1866), I klasy (1880)
- Order św. Anny II klasy (1870), I klasy (1883)
- Order św. Włodzimierza II klasy (1889), III klasy (1874), IV klasy (1871)
- Order Orła Białego (30 sierpnia 1892)

## Życie prywatne
Pochodził ze znanej polskiej rodziny ziemiańskiej, syn oficera armii Królestwa Polskiego i uczestnika powstania listopadowego Stanisława. Ożeniony z Celestyną z Bystramów (1843-1867), mieli córkę Marię (1867-1891) żonę Józefa Witolda Sokołowskiego (1854-1919).